# مزرب (مكيراس)

تعديل مصدري - تعديل

مزرب هي إحدى قرى عزلة مكيراس بمديرية مكيراس التابعة لمحافظة البيضاء، بلغ تعداد سكانها 23 نسمة حسب تعداد اليمن لعام 2004.